# Йордан Йорданов (фотограф)
Вижте пояснителната страница за други личности с името Йордан Йорданов.
Йордан Йорданов – Юри е един от майсторите на българската фотография през последните 30 години на ХХ век.

## Биография
Роден е на 28 юни 1940 г. в София. Завършва гимназия в родния си град (1954 – 1958). През 1960 – 1962 г. завършва специализиран курс по фотография в Техникума по полиграфия и фотография „Юлиус Фучик“.
През 70-те и 80-те е водещ фотограф на списанията „Лада“ и „Божур“.
Известен е със своите фотографии от български села преди промените; от местата за лишаване от свобода и психиатричните клиники в началото на 90-те години. Създава запомнящи се портрети на известни българи от своето време, сред които Тодор Колев, Златю Бояджиев, Камелия Тодорова, Ваня Цветкова. След това прави впечатляващи фоторепортажи от Албания и Монголия.
| „ | „Той беше един от могъщите ледоразбивачи, променили облика на българската фотография в естетическо и идейно отношение“, пише за него Иво Хаджимишев . | “ |

Печелил е награди от конкурси в Мюнстер, Сан Франциско, София, Пловдив, участвал е в изложби в Мюнхен, Токио, Хюстън, Лозана, Мексико Сити, Цюрих, Братислава и много български градове. Негови фотографии притежават някои от най-големите галерии по света.

## Награди и признания[2]
- 1966 г. – Диплом от Втората международна изложба за художествена фотография, Пловдив
- 1968 г. – Диплом от Четвъртата международна изложба за художествена фотография в Пловдив
- 1970 г. – Златен медал, Мюнстер, Германия
- 1975 г. – Първа награда, фотоконкурс на сп. „Жената днес“
- 1980 г. – Самостоятелна изложба в Благоевград
- 1983 г. – Златен медал, Биенале на българската фотография в София
- 1987 г. – Голяма награда и Златен плакет от Биенале на българската фотография за проекта „Огражден“
- 1988 г. – Индивидуална изложба в галерия „Цанго“, Мюнхен, Германия
- 1989 г. – Седмица на фотографията, Пловдив, самостоятелна изложба
- 1989 г. – Галерия „Шадай“, Токио, Япония, самостоятелна изложба
- 1990 г. – Участие във Фотофест, Хюстън, САЩ, самостоятелна изложба
- 1990 г. – Музей „Елизе“, Лозана, Швейцария, самостоятелна изложба
- 1990 г. – Културен център „Сан Анхел“, Мексико сити, Мексико, самостоятелна изложба
- 1994 г. – Проект и изложба „Българските затвори“, финансиран от фондация „Про Хелвеция“, Швейцария, представен в „Съвременна българска творческа фотография“, НХГ, София
- 1995 г. – Проект и изложба „За Албания с любов“, финансирани от фондация „Про Хелвеция“
- 1995 г. – Финалист в Mother Jones, конкурс на Международния фонд за документална фотография в Сан Франциско
- 1996 г. – Индивидуална изложба „Българските затвори“, галерия МАКТА, София
- 1996 г. – Участие в изложбата „Портретът в българската фотография“, галерия „Средец“, София
- 1997 г. – „Албания днес“, Градска галерия – Варна, самостоятелна изложба
- 1998 г. – Проект „Монголия“, финансиран от фондация „Про Хелвеция“
- 1998 г. – Самостоятелна изложба „Лице и опако“ – L’envers et l’endroit, Френски културен институт в София
- 2000 г. – АББ фотоконкурс „Що е познание?“, финалист
- 2000 г. – Самостоятелна изложба в Цюрих
- 2001 г. – София, фотоконкурс „Кодак“, награда за фотография на социална тема
- 2001 г. – Братислава, Месец на фотографията, самостоятелна изложба

Фотографии на Йордан Йорданов притежават Националната библиотека в Париж, Политехническият институт – Токио, музеят „Елизе“ в Лозана, Музеят за изящни изкуства – Хюстън, галерия „Цанго“ в Мюнхен, Националната художествена галерия – София, и частни колекционери.

## Памет
На него е посветена книгата „И додето се раждат лъчите“ от Георги Караманев – първият биографичен роман за български фотограф. На границата между биографичното и художественото в него се разказва историята на Юри.